# Barbados en los Juegos Olímpicos de Río de Janeiro 2016
Barbados estuvo representado en los Juegos Olímpicos de Río de Janeiro 2016 por un total de 11 deportistas, 7 hombres y 4 mujeres, que compitieron en 5 deportes.
El portador de la bandera en la ceremonia de apertura fue el atleta Ramon Gittens. El equipo olímpico barbadense no obtuvo ninguna medalla en estos Juegos.